# Valle del Niceto
La Valle del Niceto (conosciuta anche come Piana di Torregrotta) è una pianura costiera siciliana che giace alle pendici settentrionali dei monti Peloritani nella città metropolitana di Messina. Deve il suo nome all'omonimo torrente che ne solca il fondo. È luogo di produzione della sbergia.

## Geografia fisica

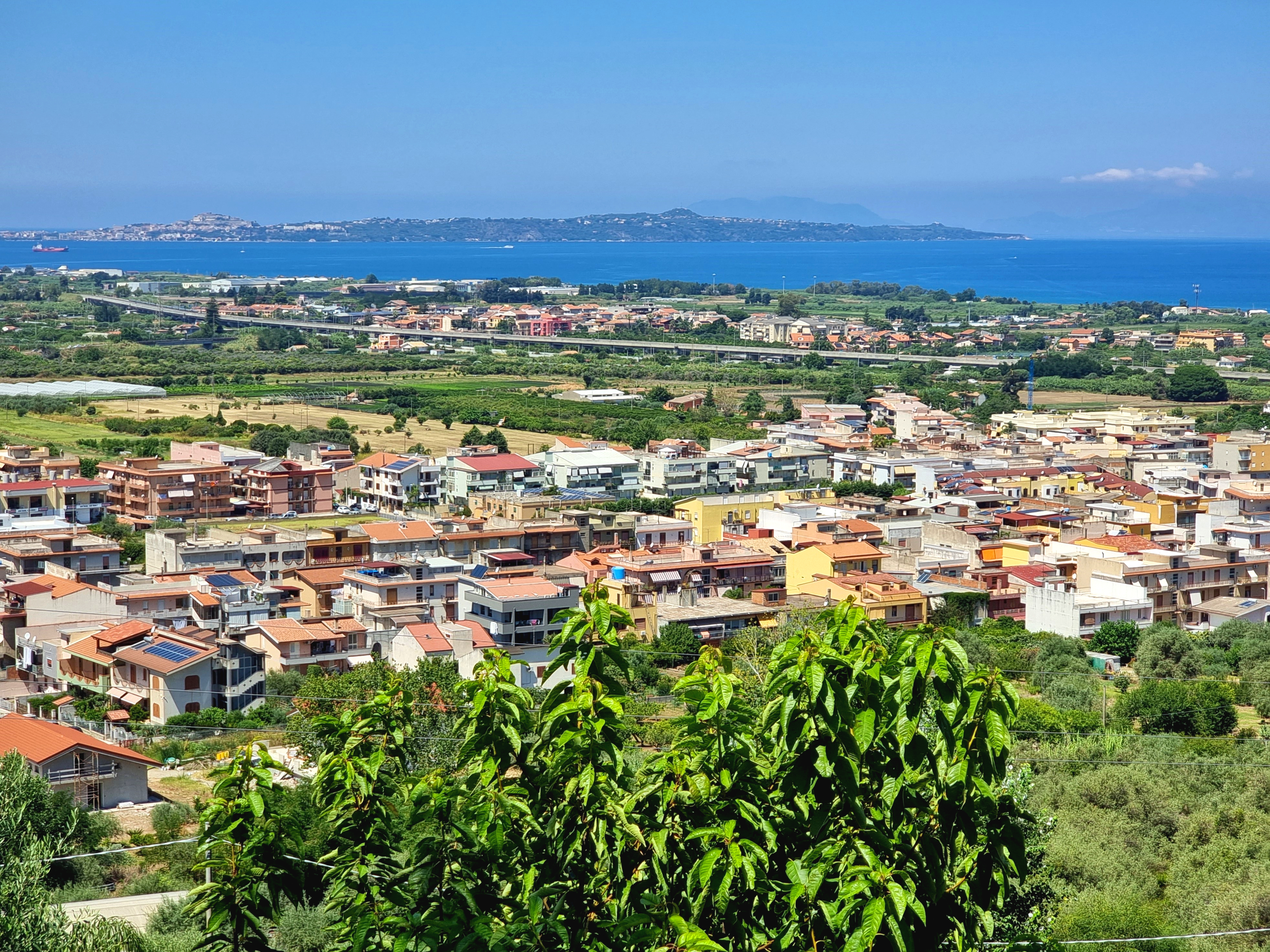
Veduta parziale di Torregrotta e della valle del Niceto

La valle costiera del Niceto si sviluppa da sud a partire dalla confluenza del torrente Bagheria nel Niceto digradando verso il mar Tirreno. È delimitata ad oriente e ad occidente da due dorsali collinari trasversali al crinale peloritano: la prima si diparte dal borgo di Roccavaldina chiudendosi ad est di Torregrotta; la seconda digrada da San Pier Niceto raggiungendo la costa ad ovest della frazione Marina di Monforte San Giorgio. L'andamento geomorfologico è pianeggiante con una ampiezza che supera il chilometro e una pendenza molto bassa. Dal punto di vista litologico il territorio è costituito da uno strato di depositi alluvionali caratterizzati da miscele di ghiaia e ciottoli a legame sabbioso, con interstrati di limo sabbioso e argilloso.
L’area prossima alla costa è caratterizzata da acque sorgive molto copiose nel periodo estivo, fenomeno questo segnalato da Plinio il Vecchio nella sua opera Storia Naturale e ampiamente documentato scientificamente negli anni ottanta.
Nella valle è notevole l'antropizzazione del territorio causata sia dalla rapida espansione della cittadina di Torregrotta, sia dall'attività agricola di tipo intensivo costituita prevalentemente da colture orticole, come la patata. Molto diffusi sono anche gli agrumeti e i frutteti di sbergie, varietà di pesche nettarine diffuse soltanto in questa piana siciliana.

## Storia
La valle si originò nell'epoca geologica del Pleistocene superiore, circa 140.000 anni fa, grazie ai depositi alluvionali che nel corso dei secoli si andarono a stratificare strappando porzioni di territorio al mare. L'ambiente si presentava ricco di boschi e acquitrinoso soltanto in prossimità della foce dei torrenti - il Niceto, il Bagheria e il Lavina - che, scorrendo indipendenti, formavano un vasto delta.

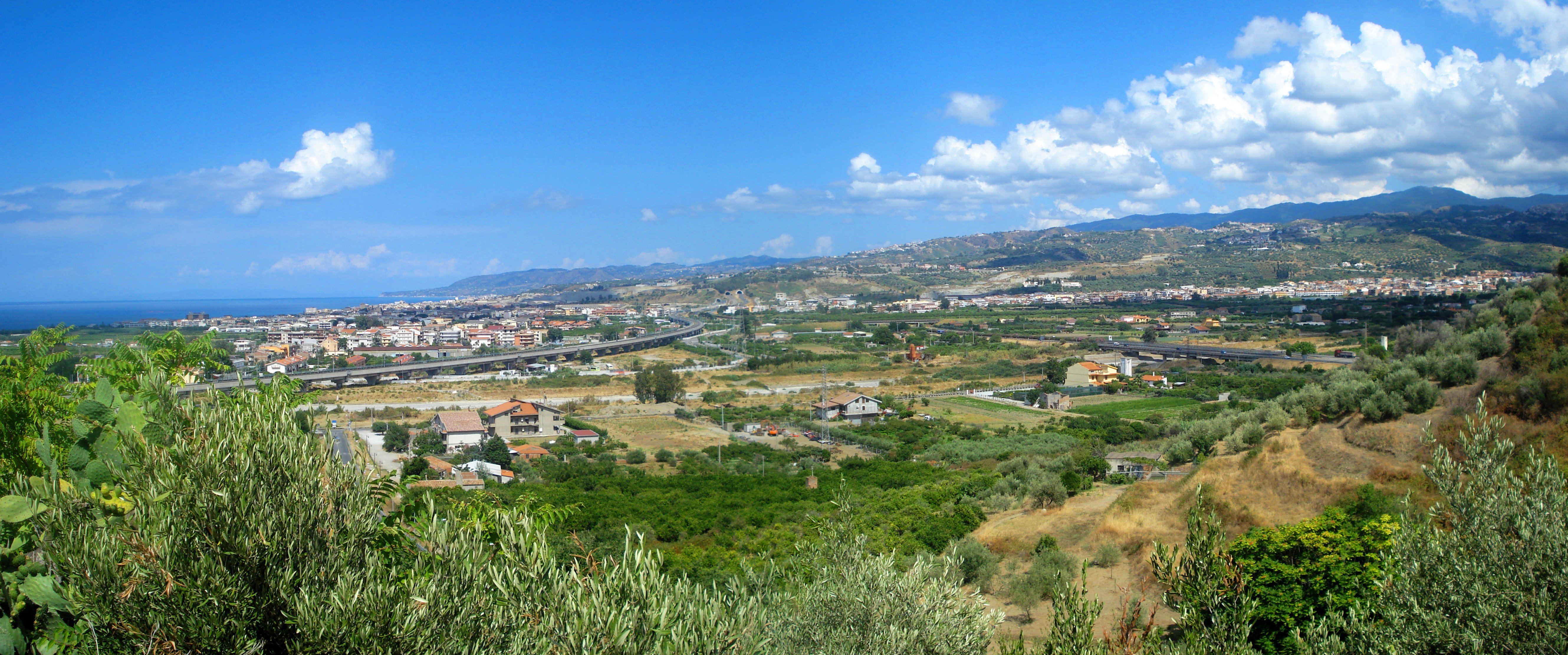
Scorcio della valle del Niceto

Con l'avvento dell'uomo, gli incontaminati boschi che frenavano l'irruenza dei fiumi furono progressivamente sostituiti da ampie porzioni di terreno destinate all'agricoltura e al pascolo degli animali.
Appurata la presenza umana in piccoli villaggi di contadini nel periodo greco-romano, la valle costituisce una delle ipotesi di ricerca di due antiche strutture del mondo antico di cui si sono perse le tracce: le città di Nauloco e Artemisio e un tempio a quest’ultima collegato dedicato a Diana Facellina.
Nauloco costituì luogo di rifugio e di messa a punto delle navi romane, divenendo poi famoso grazie alla battaglia, che da esso prese il nome, avvenuta nel 36 a.C. tra le flotte di Marco Vipsanio Agrippa e Sesto Pompeo. Artemisio e il tempo sono collegati, invece, al mito delle vacche del Sole di cui riferiscono diversi testi latini. Grazie allo studio di questi ultimi e del territorio, nel corso dei ultimi secoli sono state avanzate svariate ipotesi circa la localizzazione delle strutture, peraltro non suffragate da evidenze archeologiche, alcune delle quali indicano le adiacenze del torrente Niceto come possibile ubicazione.
Nel corso dei secoli successivi la popolazione si concentrò soprattutto nel centro storico dell’odierna Torregrotta, oltre che nei borghi collinari circostanti, mentre la zona prossima alla costa rimase quasi del tutto disabitata sino all'inizio del XIX secolo quando furono realizzate diverse opere di drenaggio, bonificando la zona.
Nel XVI secolo, grazie all’opera di Camillo Camilliani, è noto il Lavina costituiva un effluente del Bagheria, il quale continuava a scorrere indipendente rispetto al Niceto e a provocare inondazioni causate dalle periodiche piene. Al riguardo nel 1839 vi fu una grande alluvione che provocò gravi danni ai terreni e alle abitazioni di Torregrotta. Già prima di questo evento vennero costruite diverse opere di contenimento ancor oggi visibili, sebbene una parte di essi non assolve più al compito originario, che deviando il corso del Bagheria lo trasformarono in un affluente del Niceto.

## Flora

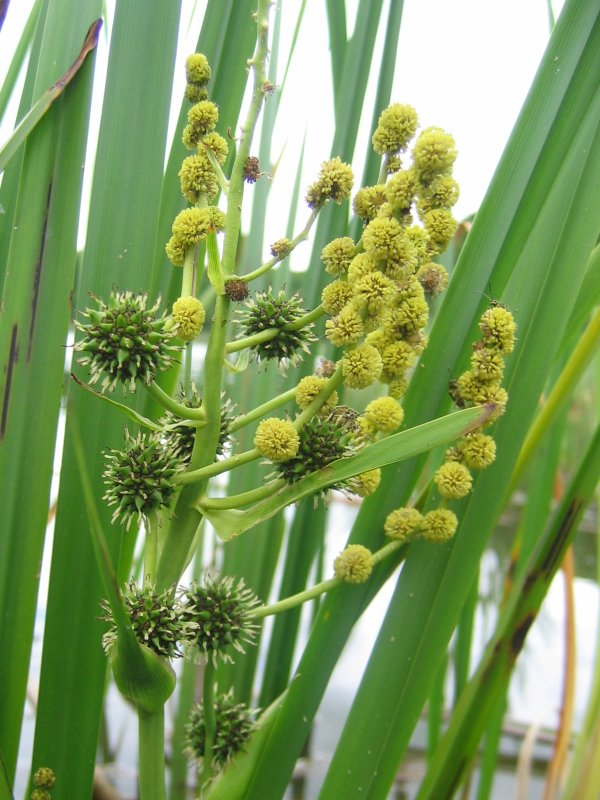
Coltellaccio maggiore

L'area del pantano di cui fa parte anche la valle, ed in particolar modo la zona costiera nei pressi della foce del Niceto, può essere annoverata «fra i principali siti per la conservazione della bio-diversità nel distretto dei Peloritani». Oltre ad una fitta vegetazione composta da specie botaniche comuni a gran parte degli ambienti palustri italiani come la cannuccia palustre (Phragmites australis), il giunco spinoso (Juncus acutus), il sedano d'acqua (Apium nodiflorum) e l'equiseto maggiore (Equisetum telmateja), si aggiungono diverse specie tipiche dell'ambiente peloritano:
- grespino marittimo (Sonchus maritimus L. subsp. maritimus)
- piantaggine d’acqua (Alisma plantago-aquatica L.)
- Galium palustre L. subsp. elongatum Lange
- coltellaccio maggiore (Sparganium erectum L.)
- salcerella (Lythrum salicaria L.)
- gramignone minore (Glyceria spicata Guss.)

Grazie ad uno studio condotto dal Dipartimento di Botanica dell'Università di Messina, sono state rinvenute diverse specie non ancora note per la flora peloritana, tra le quali:
- giaggiolo acquatico (Iris pseudacorus L.) - specie inserita nella lista rossa regionale con lo status VU (vulnerabile)
- Lisca lacustre (Schoenoplectus tabaernemontani Palla) - specie rara

## Fauna
Nella valle del Niceto nidificano numerose specie di avifauna:
| - gallinella d’acqua (Gallinula chloropus) - martin pescatore (Alcedo Atthis) - ballerina gialla (Motacilla cinerea) - gheppio (Falco tinnunculus) - Cacciaventu nel dialetto locale - barbagianni (Tyto alba) - assiolo (Otus scops) - civetta (Athene noctua) - Cucca nel dialetto locale - upupa (Upupa epops) - balestruccio (Delichon urbica) - scricciolo comune (Troglodytes troglodytes) - merlo (Turdus merula) - Merru nel dialetto locale | - usignolo di fiume (Cettia cetti) - Capinera (Sylvia atricapilla) - occhiocotto (Sylvia melanocephala) - averla capirossa (Lanius senator) - gazza (Pica pica) - Craccarazza nel dialetto locale - passera mattugia (Passer montanus) - cardellino (Carduelis carduelis) - Cardiddu nel dialetto locale - verdone (Carduelis chloris) - verzellino (Serinus serinus) - fringuello (Fringilla coelebs) - rondine comune (Hirundo rustica) |

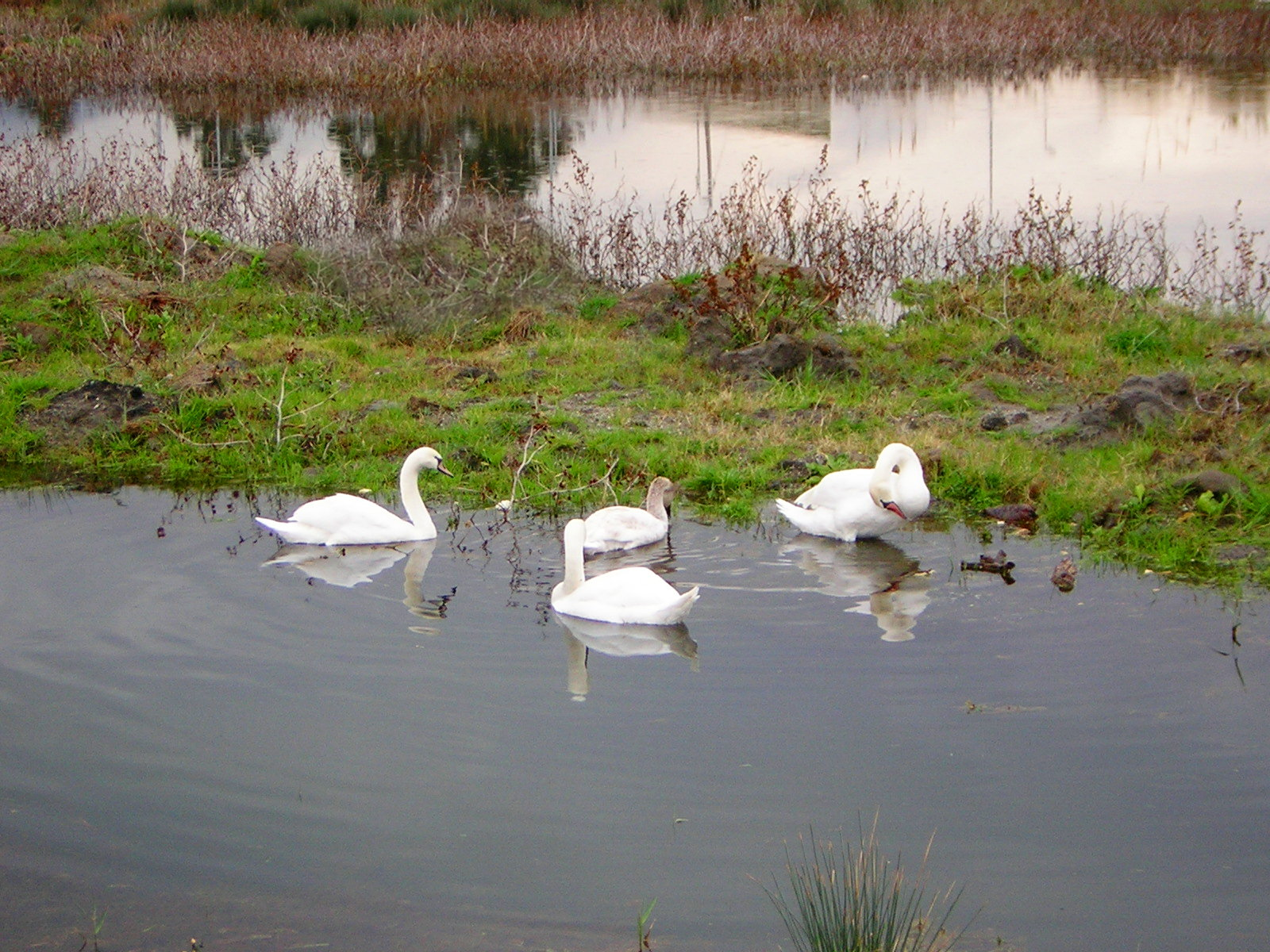
Gruppo di cigni reali negli ambienti palustri della valle del Niceto

A queste si aggiungono altrettante numerose specie di aviofauna migratoria non nidificante, che in questo luogo trovano il giusto habitat per la sosta annuale. Tra queste anche i Cigni reali (Cygnus olor) il cui ultimo avvistamento risale al periodo tra febbraio e marzo 2006, quando negli ambienti palustri attigui alla foce del Niceto avvenne lo svernamento di uno stormo.
Nella valle sono presenti anche le seguenti specie animali: (divise per classe)
- Mammiferi[29]: martora (Martes martes), donnola (Mustela nivalis), riccio (Erinaceus europaeus), coniglio selvatico (Oryctolagus cuniculus), mustiolo (Suncus etruscus), topo selvatico (Apodemus sylvaticus), topolino delle case (Mus musculus domesticus).
- Rettili[30]: biacco (Hierophis viridiflavus) - serpi nira nel dialetto locale, biscia dal collare (Natrix natrix), ramarro (Lacerta bilineata), lucertola campestre (Podarcis sicula), gongilo (Chalcides ocellatus), geco comune (Tarentola mauritanica) - Scurpiuni nel dialetto locale, luscengola (Chalcides chalcides).
- Anfibi[31]: raganella (Hyla intermedia), discoglosso dipinto (Discoglossus pictus), rospo comune (Bufo bufo), rospo smeraldino (Bufotes viridis).
- Actinopterygii: anguilla (Anguilla anguilla). Ormai del tutto scomparsa dal fiume Niceto, si ipotizza una persistenza nelle saie (canali) della valle, soprattutto durante il periodo di riproduzione, quando gli esemplari adulti migrano dai fiumi e verso il mare mentre gli esemplari giovani risalgono contro corrente[27].

## Geografia antropica
La valle del Niceto è territorialmente divisa fra 3 comuni che, con i loro territori, formano tre fasce latitudinali: Torregrotta occupa la fascia ad est, Monforte San Giorgio la fascia centrale, San Pier Niceto quella ad Ovest. Considerando ragioni storiche e geografiche, ad essi si possono aggiungere anche i comuni collinari di Roccavaldina e Valdina. Il principale centro della valle è Torregrotta, sia per numero di abitanti che di attività economiche e servizi.

## Infrastrutture e trasporti

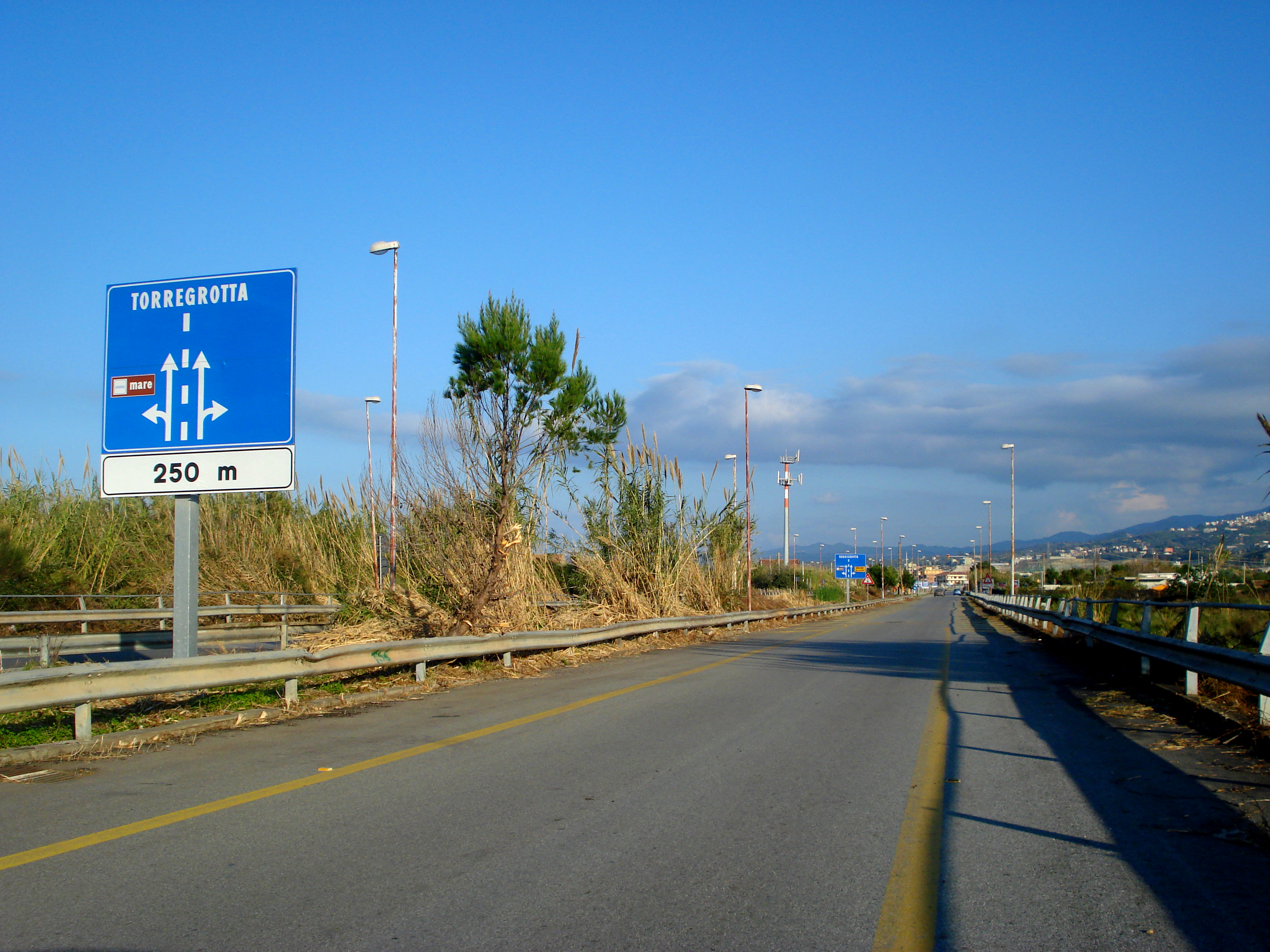
Un tratto dell'asse viario Milazzo - Torregrotta

La valle è servita da tutte le principali vie di collegamento della Sicilia Settentrionale. La Strada Statale 113 scorre quasi in prossimità della costa e da essa si dipartono le strade provinciali che collegano gli storici borghi collinari con le proprie frazioni marine e con Torregrotta:
- Strada Provinciale n. 58 di "Valdina"
- Strada Provinciale n. 59 "Torregrotta – Roccavaldina"
- Strada Provinciale n. 60 "Torregrotta – Monforte San Giorgio – Pellegrino"
- Strada Provinciale n. 61 di "San Pier Niceto"

Gli svincoli della Autostrada A20 attualmente più vicini sono quelli di Milazzo e Rometta. Dal 1999 vi è un progetto per la costruzione di un nuovo svincolo nel territorio del comune di Monforte San Giorgio, a soli 500 metri dal centro urbano di Torregrotta. Altra arteria che serve la valle è l'asse viario A.S.I. (Milazzo - Torregrotta).
L'unica stazione ferroviaria presente nella valle è la stazione di Torregrotta nella quale fermano diversi treni regionali in circolazione lungo la linea ferrata Messina-Palermo. Quest'ultima dal 9 agosto 2009 scorre in nuova sede, con un tracciato interamente su viadotto e a doppio binario, in sostituzione dello storico tracciato a binario unico.